# Sortosaari (ö i Norra Savolax)
Sortosaari är en ö i Finland. Den ligger i sjön Sorsavesi och i kommunen Leppävirta i den ekonomiska regionen  Varkaus ekonomiska region  och landskapet Norra Savolax, i den centrala delen av landet, 290 km nordost om huvudstaden Helsingfors. Öns area är 10,3 hektar och dess största längd är 0,5 kilometer i sydväst-nordöstlig riktning.